# Jacques Miller
Jacques Francis Albert Pierre Miller AC FRS FAA (født 2. april 1931) er en fransk-australsk læge, immunolog og forsker. Han er kendt for at have opdaget funktionen af brislen og for identifikationen af to slags pattedyrslymfocytter (T-celler og B-celler) og deres funktion.

## Hæder
- 1966 Gairdner Foundation International Award
- 1967 Scientific Medal of the Zoological Society of London.[1]
- 1970 Elected a Fellow of the Royal Society, London
- 1971 Macfarlane Burnet Medal and Lecture of the Australian Academy of Science [2]
- 1974 Paul Ehrlich and Ludwig Darmstaedter Prize
- 1978 Rabbi Shai Shacknai Memorial Prize[1]
- 1981 Officer of the Order of Australia (AO)[3]
- 1982 Elected Foreign Associate for the United States National Academy of Science
- 1983 International St Vincent Prize; World Health Organization[1]
- 1990 Sandoz Prize for Immunology[1]
- 1990 Peter Medawar Prize for the Transplantation Society[4]
- 1992 Croonian Prize, Royal Society
- 1995 J. Allyn Taylor International Prize in Medicine[1]
- 2000 Florey Medal
- 2001 Copleymedaljen fra Royal Society
- 2001 Centenary Medal[5]
- 2003 Prime Minister's Prize for Science[6]
- 2003 Appointed a Companion of the Order of Australia (AC)[7]
- 2015 ANZAAS Medal
- 2018 Japan Prize for Medicine and Medicinal Science[8]
- 2019 Albert Lasker Award for Basic Medical Research[9]